# 董鴻禕
董 鴻禕（とう こうい）は中華民国の政治家。北京政府で主に教育部門の要人となった。字は達甫、恂士。

## 事績
1900年（光緒26年）とその翌年に、庚子辛丑併科挙人となる。学部候補主事となった後、日本に留学する。1904年（光緒30年・明治37年）に早稲田大学邦語政治科を卒業した。その直後に蔡元培と知り合い、中国同盟会に加入している。
中華民国成立後、北京政府教育総長となった蔡元培の下で、董鴻禕は教育部秘書長に就任する。1912年（民国元年）7月、教育部次長に昇進した。翌年5月、趙秉鈞内閣で教育総長代理となる。段祺瑞臨時内閣を経て、熊希齢内閣の9月まで、その地位にあった。1914年（民国3年）5月には、平政院庭長に就任している。
1916年（民国5年）3月、病没。享年39。

## 注
1. ↑  早稲田大学校友会(1934)、487頁。